# Crocota subatrata
Crocota subatrata là một loài bướm đêm trong họ Geometridae.